# Аль-Мархія (футбольний клуб)
Аль-Мархія (араб. المرخية) — катарський футбольний клуб з однойменного району міста Доха. До 2024 року грав у Лізі зірок Катару, проте за підсумками сезону 2023—2024 років вибув до другого дивізіону Катару. Тривалий час клуб вважалась одним із клубів, які найшвидше розвиваються, оскільки команда виграла 4 чемпіонати другого дивізіону Катару з перших 5 чемпіонатів другого дивізіону, в яких брала участь. Клуб також увійшов в історію, ставши першим клубом другого дивізіону Катару, який підвищився до Ліги зірок Катару. Клуб заснований у 1995 році як «Аль-Іттіфак», але в 2004 році перейменований на «Аль-Мархія», щоб краще представляти район міста, де базується клуб.

## Стадіон
Клуб грає на стадіоні «Аль-Мархія», який займає 68 тисяч м², який побудований у 1995 році, та має футбольне поле, трибуни для глядачів на 200 місць, роздягальні та адміністративний офіс. Однак через недостатню місткість стадіону клуб часто використовує стадіон Сауда бін Абдулрахмана як своє домашнє поле.

## Емблема
Нову емблему клубу представили на публічній церемонії в травні 2023 року. Емблему розробила катарська підприємиця Фатіма Аль-Куварі, цей логотип містить зображення орикса, національної тварини Катару, і бордовий колір, який асоціюється з прапором країни.